# Alla Bajanovová
Alla Nikolajevna Bajanovová, roz. Levická (rusky Алла Николаевна Левицкая Баянова, 18. května 1914, Kišiněv – 30. srpna 2011, Moskva) byla ruská a rumunská zpěvačka, šansonierka.
Narodila se zpěváku Nikolaji Levickému (Bajanovovi) a tanečnici Jevgeniji Skorodinské. Pocházela z Kišiněva, který se v té době nacházel v ruské Besarábii. Ta se po konci 1. světové války stala součástí Rumunska.
Sólově vystupovala od věku 13 let. Při pobytu rodiny v Paříži byla členkou známých show Alexandra Věrtinského v restauraci Hermitage na Montmartru. V roce 1931 zpívala s Pjotrem Leščenkem, se kterým se prosadila do vystoupení Ruského pavilonu v Bukurešti. Provdala se za místního aristokrata Georgeho Ypsilantiho, se kterým se ale později zase rozvedla.
V březnu 1941 byla Bajanovová zatčena, protože zpívala rusky. V koncentračním táboře byla držena do května 1942, ale až do konce druhé světové války byla sledována.
V poválečném období dále působila v Rumunsku a popularizovala ruské písně. Vydala šest dlouhohrajících desek, ale v roce 1988 byla donucena opustit zemi a přestěhovat se do Sovětského svazu, jehož občanství získala o rok později.
V roce 1999 byla jmenována národní umělkyní Ruské federace. Nadále příležitostně vystupovala, např. na zvláštních galakoncertech u příležitosti 80 let její pěvecké kariéry (2003), k 90. (2004) a 95. narozeninám (2009).
Byla celkem třikrát vdaná, z toho jednou fiktivně ve snaze vystěhovat se do SSSR. Děti neměla.
Zemřela v roce 2011 v moskevském hospici na rakovinu.

## Galerie

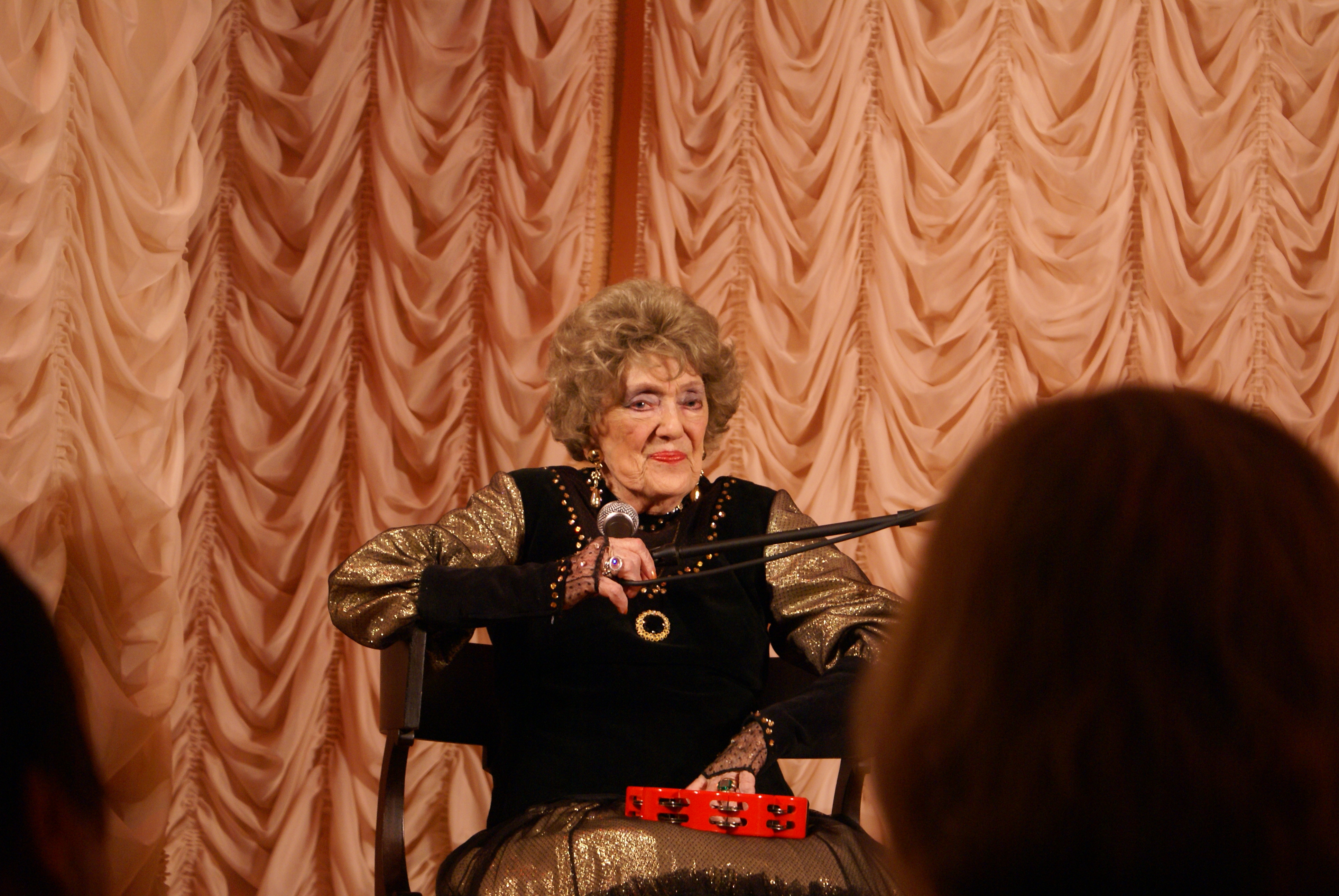
Alla Bayanova, 2007
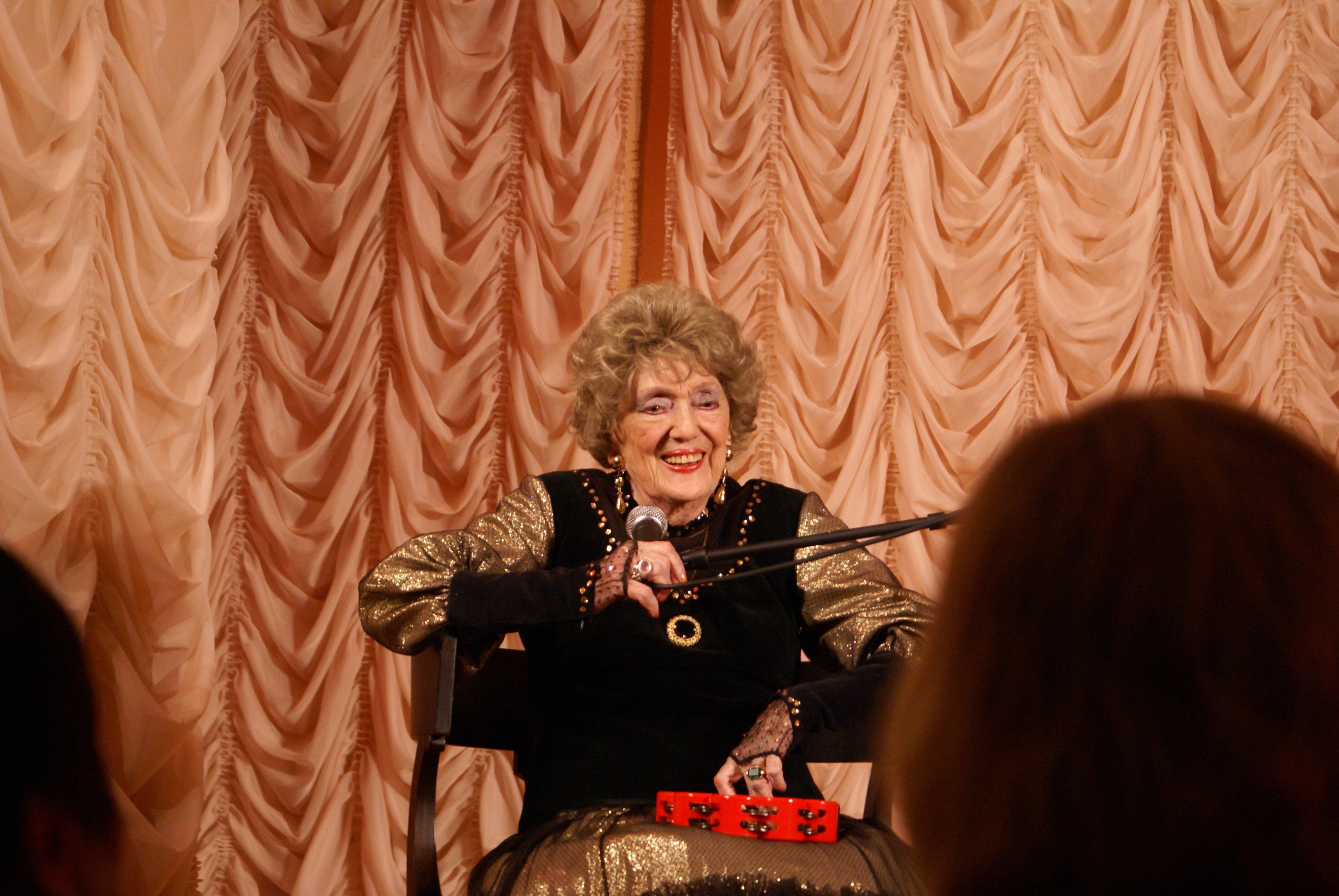
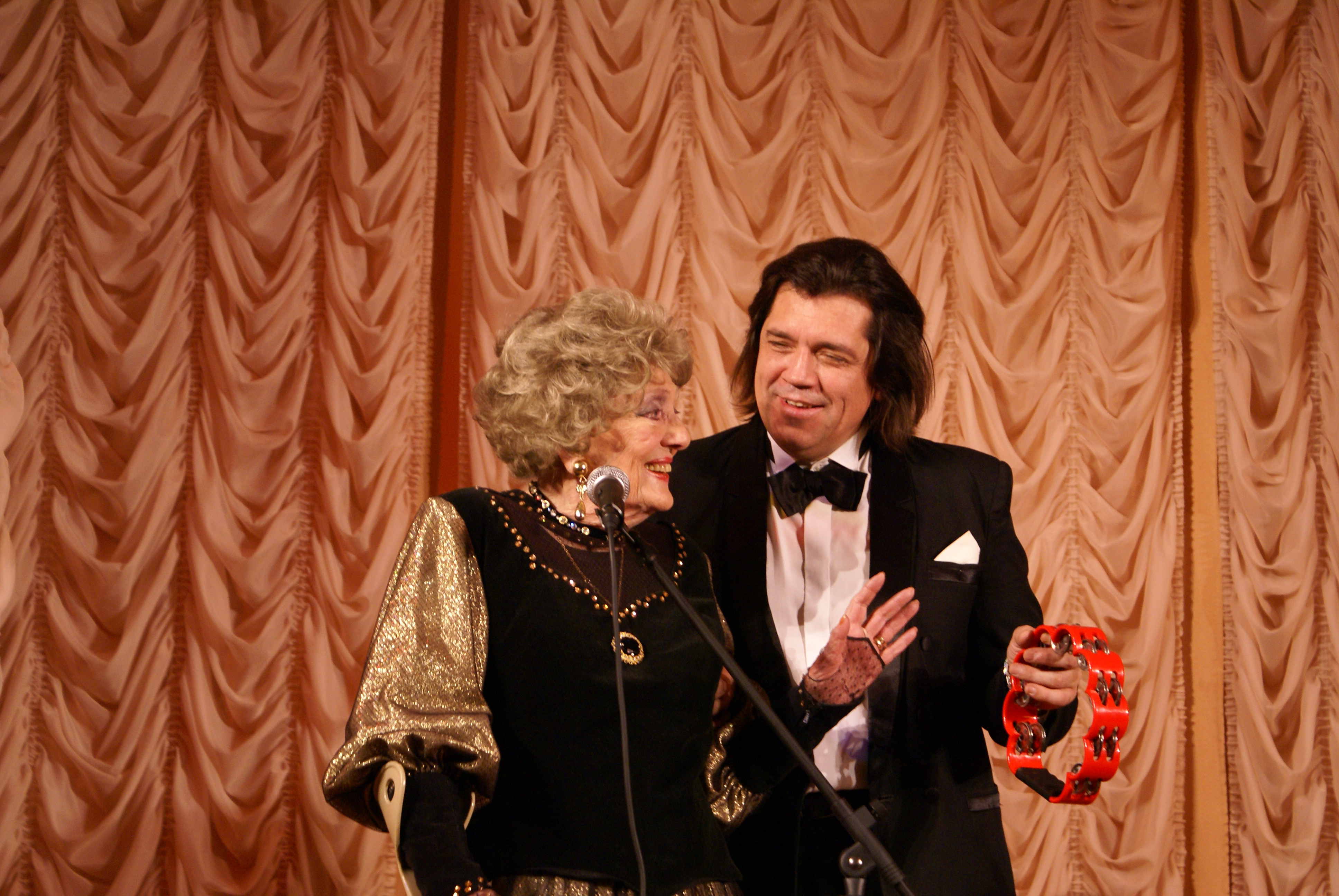
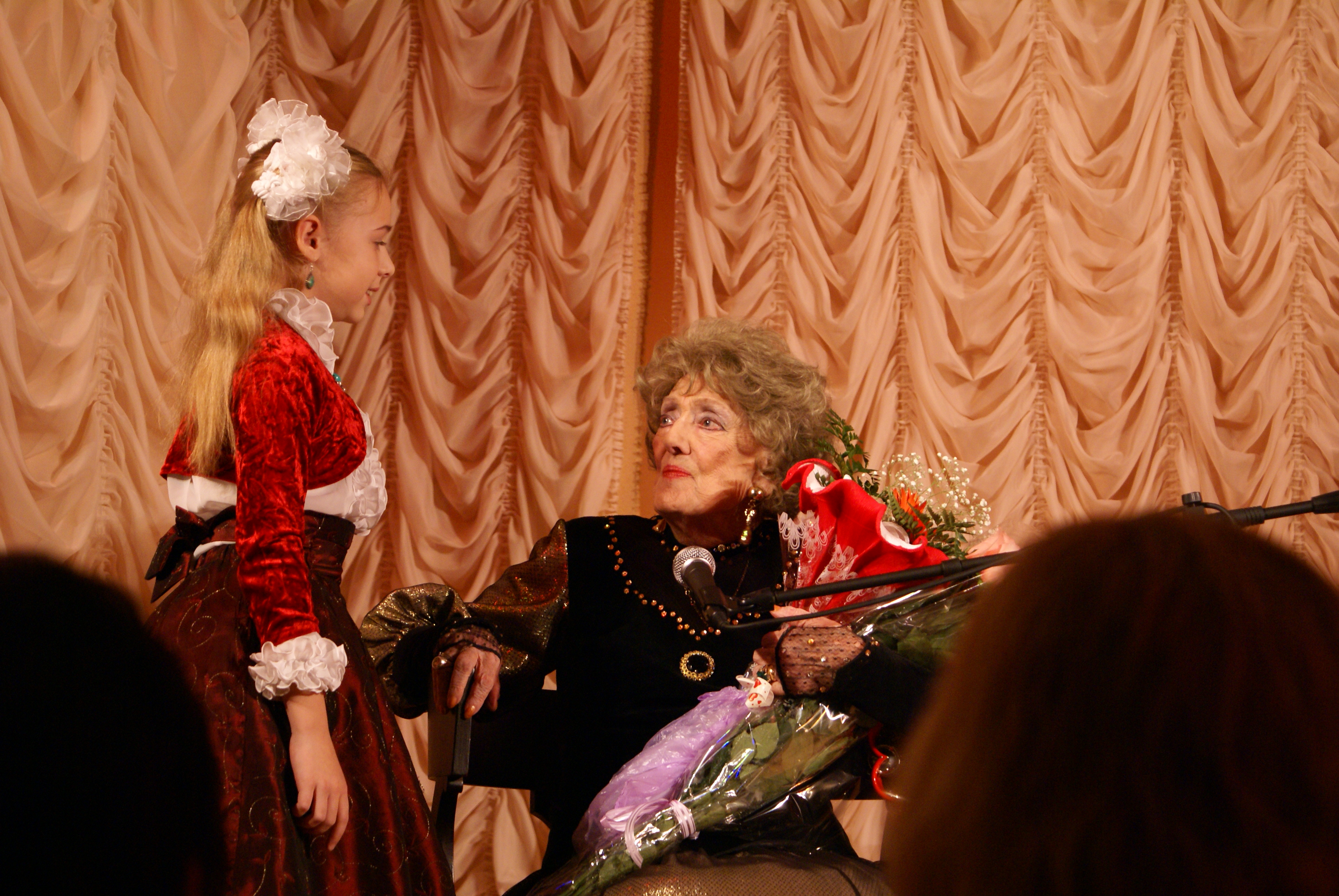